# أغواداس
أغواداس (بالإسبانية: Aguadas) هي بلدة وبلدية تقع في شمال إدارة كالداس وسط كولومبيا، ضمن المنطقة الجبلية من إقليم أندينو، تُعد من أقدم المستوطنات في المنطقة، وتتميّز بتراثها الثقافي والمعماري المرتبط بتقاليد جبال الأنديز.

## نبذه
يعتمد اقتصاد أغواداس على الزراعة الجبلية، خصوصًا زراعة البن، إلى جانب الفاكهة والحرف اليدوية، وتُعرف أيضًا بإنتاج القبعات التقليدية المصنوعة من ألياف نباتية محلية تُعرف باسم "سومبريرو دي بالما"، وتُصنَّف البلدة كموقع تراثي ضمن "شبكة البلدات التراثية في كولومبيا" بفضل طابعها التاريخي وشوارعها الضيقة ومبانيها الكولونيالية.
تجذب أغواداس عددًا من الزوار المهتمين بالثقافة الريفية والمهرجانات الشعبية، وتُعد محطة مهمة في طريق البن الكولومبي الشهير.